# Придут страсти-мордасти
«Придут страсти-мордасти» — советский художественный фильм, снятый в 1981 году режиссёром Эрнестом Ясаном по собственному сценарию.
Вышел на экраны 31 мая 1982 года.

## Сюжет
Лёня Болдырев заканчивает восьмой класс на тройки и его отчисляют из школы. Родители недовольны. Мама считает, что Лёньку надо вернуть в школу, а отец даёт мальчишке семь дней, чтобы он сам определился, кем хочет быть.
Лёня безуспешно пытается устроиться на работу. Потом он влюбляется в молоденькую маляршу Зою, которая вместе с подругой делает ремонт в их квартире.
За Зоей ухаживают Лёнькин старший брат Володя и Лёха, который работает с девушкой в реставрационной мастерской. С последним Лёнька вступает в острый конфликт и дерётся с ним, но постепенно паренёк осознаёт, что брат просто волочится за девушкой, а Лёха любит Зою по-настоящему. Лёнька мирится с бывшим соперником и «уступает» ему Зою, а затем устраивается на работу туда, где трудится Зоина бригада.

## В ролях
- Дмитрий Кузьмин — Лёнька Булдырёв
- Антон Гранат — Антон
- Людмила Шевель — Зоя, учащаяся художественного училища, подрабатывающая маляром
- Елена Комиссаренко — Надя, учащаяся художественного училища, подрабатывающая маляром
- Владимир Вихров — Володя, старший брат Лёньки, студент
- Андрей Алексеев — Лёха, ревнивый ухажёр Зои
- Иван Краско — отец Лёньки и Володи, начальник цеха
- Валентина Талызина — Вера Степановна, мать Лёньки и Володи
- Игорь Кудряшов — Сашка, предводитель дворовой шайки
- Светлана Иванова — Света
- Лилиан Малкина — тётя Зина
- Владимир Поболь — участковый милиционер
- Римма Маркова — директор школы
- Ольга Волкова — руководительница реставрационных работ

## Съёмочная группа
- Автор сценария: Эрнест Ясан
- Режиссёр: Эрнест Ясан
- Оператор: Владимир Бурыкин
- Художник: Елена Фомина
- Композитор: Александр Журбин
- Звукооператор — Галина Голубева
- Эстрадно-симфонический оркестр Дома радио, дирижёр С. Горковенко
- Ленинградский ансамбль балета, постановщик танцев Б. Эйфман

## Критика
Киновед Евгений Аб похвалил фильм в рецензии в латвийском журнале «Кино» (1982, № 7).
Кинокритик Е. Левин в журнале «Искусство кино» сетовал, что Е. Аб перехвалил фильм.
Лариса Кузнецова указывала, что «все эпизоды фильма построены так, чтобы в любом из них перед Лёнькой вставала проблема нравственного выбора в том или ином её аспекте». При этом писала: «C тобой как бы играют в реалистический сюжет, в то время как сюжет этот — чистая драматургическая конструкция, вписывающая весьма жизненного Лёньку в некую полужизненную схему». Рецензент считала, что «драматургическая приблизительность, отсутствие сосредоточенности во взгляде художника чреваты и нравственно-оценочными неточностями».
Кинокритик Андрей Плахов указывал, что режиссёру Э. Ясану кинокритика уже предъявляла претензии в неразборчивости в средствах ради достижения «смотрибельности». «Это относится прежде всего к фильму „Придут страсти-мордасти“, — писал критик, — где в результате сместились и важные нравственные акценты».
Киновед А. В. Фёдоров отмечал, что в фильме была «пикантная фабульная ситуация:
юный герой из обеспеченной семьи (на этот раз — старшеклассник) влюбляется в … штукатура/маляра — яркую брюнетку лет двадцати». При этом указывалось: «Правда, надо отдать должное советской цензуре эпохи „застоя“, как говорится, „ни-ни“: дело ограничилось всего лишь целомудренным поцелуем школьника в щеку соблазнительной представительницы рабочего класса да его (тоже весьма скромными) амурными грёзами».